# 레오 (사이타마 세이부 라이온스)
레오(일본어: レオ)는 일본 프로 야구 사이타마 세이부 라이온스의 마스코트 캐릭터이다. 같은 마스코트 캐릭터 라이나는 레오의 여동생에 해당한다.
레오는 1978년에 라이온스 구단이 후쿠오카 야구에서 세이부 그룹에 양도된 것을 계기로 세이부 선 연안에 거주하는 만화가인 테즈카 오사무의 작품 《밀림의 왕자 레오》의 주인공 레오를 펫 상징으로 채택한 이후 라이온스의 마스코트로 활약하고 있다. 그 후, 테즈카 오사무로부터 오리지널 캐릭터이자 레오의 여동생인 라이나도 등장했다.